# Sant Esteve de Sauvanyà
Sant Esteve de Sauvanyà és una església romànica de Ribera d'Urgellet (Alt Urgell) protegida com a Bé Cultural d'Interès Local.

## Descripció
Edifici religiós amb una nau i un absis de planta semicircular. Està cobert amb volta de canó. La construcció s'ha fet amb pedres, rústegament desbastades, fent filades.
Té la porta, el campanar, la finestra cruciforme i el gran contrafort de la façana oest. A la nord, les pedres es disposen en filades d'opus spicatum.